# جزء

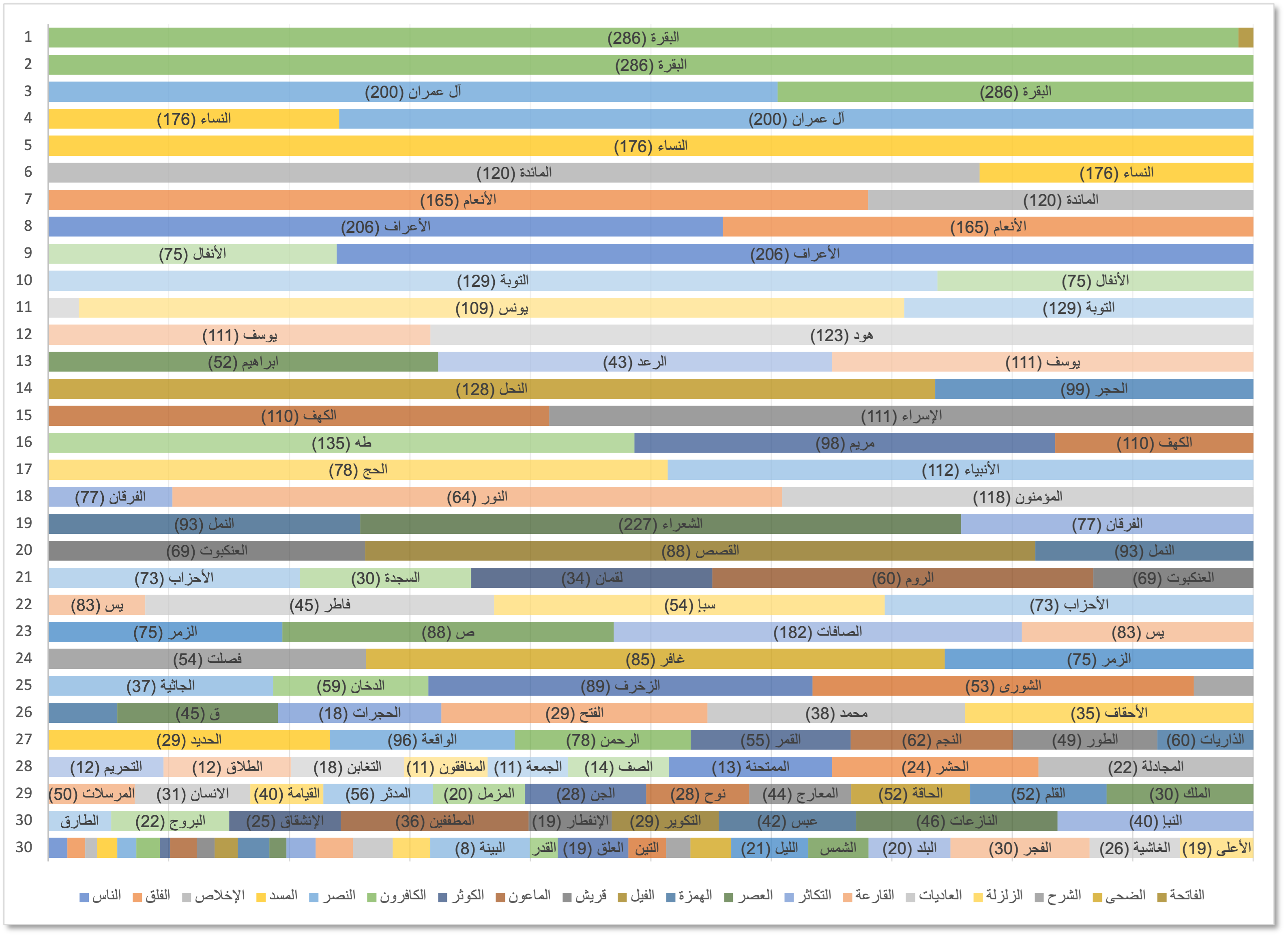
سوره های قرآن در جزءها، هر سوره با یک رنگ مشخص شده و جزءها ستون های افقی هستند.

مسلمانان قرآن کریم را به ۳۰ بخش تقریباً مساوی به نام جزء به معنی قسمت تقسیم می‌کنند.

## تاریخچه
فیض کاشانی معتقد است اولین بار حجاج بن یوسف ثقفی قرآن را به سی جزء تقسیم کرده است. وی قاریان قرآن را جمع کرد و دستور داد تا کلمات و حروف قرآن را بشمارند و اجزاء آن را مساوی تقسیم کنند، آنها هم قرآن را به سی جزء تقسیم کردند. همچنین گفته شده است تقسیم بندی قرآن بعد از دوران حجاج به منظور آسان شدن قرائت در مدارس بوده است.
بعضی هم گفته اند مامون عباسی دستور داده است تا قرآن را به سی جزء تقسیم کنند.

## تقسیمات جزء
هر جزء به چهار حزب و هر حزب نیز به نوبه خود به ۴ ربع حزب تقسیم می‌شود. متداول‌ترین جزء مورد استفاده و حفظ شده، جزء ۳۰ است که از سوره ۷۸ تا ۱۱۴ است و شامل سوره‌هایی است که در نمازهای روزانه خوانده می‌شود. 
به جزء سی‌ام قرآن عم جزء گفته می‌شود. 

## تقسیم قرآن
تقسیم قرآن به سی بخش به شرح ذیل می باشد: 
| جزء | از سوره           | تا سوره             |
| --- | ----------------- | ------------------- |
| ۱   | ۱ آیه ۱           | آیه ۱۴۱ سوره ۲      |
| ۲   | آیه ۱۴۲ از سوره ۲ | آیه ۲۵۲ از سوره ۲   |
| ۳   | آیه ۲۵۳ از سوره ۲ | آیه ۹۱ از از سوره ۳ |
| ۴   | آیه ۹۲ از سوره ۳  | آیه ۲۳ از سوره ۴    |
| ۵   | آیه ۲۴ از سوره ۴  | آیه ۱۴۷ از سوره ۴   |
| ۶   | آیه ۱۴۸ از سوره ۴ | آیه ۸۱ از سوره ۵    |
| ۷   | آیه ۸۲ از سوره ۵  | آیه ۱۱۱ از سوره ۶   |
| ۸   | آیه ۱۱۲ از سوره ۶ | آیه ۸۸ از سوره ۷    |
| ۹   | آیه ۸۹ از سوره ۷  | آیه ۴۰ از سوره ۸    |
| ۱۰  | آیه ۴۱ از سوره ۸  | آیه ۹۲ از سوره ۹    |
| ۱۱  | آیه ۹۳ از سوره ۹  | آیه ۵ از سوره ۱۱    |
| ۱۲  | آیه ۶ از سوره ۱۱  | آیه ۵۳ از سوره ۱۲   |
| ۱۳  | آیه ۵۴ از سوره ۱۲ | آیه آخر از سوره ۱۴  |
| ۱۴  | آیه ۱ از سوره ۱۵  | آیه آخر از سوره ۱۶  |
| ۱۵  | آیه ۱ از سوره ۱۷  | آیه ۷۴ از سوره ۱۸   |
| ۱۶  | آیه ۷۵ از سوره ۱۸ | آیه آخر از سوره ۲۰  |
| ۱۷  | آیه ۱ از سوره ۲۱  | آیه آخر از سوره ۲۲  |
| ۱۸  | آیه ۱ از سوره ۲۳  | آیه ۲۰ از سوره ۲۵   |
| ۱۹  | آیه ۲۱ از سوره ۲۵ | آیه ۵۵ از سوره ۲۷   |
| ۲۰  | آیه ۵۶ از سوره ۲۷ | آیه ۴۵ از سوره ۲۹   |
| ۲۱  | آیه ۴۶ از سوره ۲۹ | آیه ۳۰ از سوره ۳۳   |
| ۲۲  | آیه ۳۱ از سوره ۳۳ | آیه ۲۷ از سوره ۳۶   |
| ۲۳  | آیه ۲۸ از سوره ۳۶ | آیه ۳۱ از سوره ۳۹   |
| ۲۴  | آیه ۳۲ از سوره ۳۹ | آیه ۴۶ از سوره ۴۱   |
| ۲۵  | آیه ۴۷ از سوره ۴۱ | آیه آخر از سوره ۴۵  |
| ۲۶  | آیه ۱ از سوره ۴۶  | آیه ۳۰ از سوره ۵۱   |
| ۲۷  | آیه ۳۱ از سوره ۵۱ | آیه آخر از سوره ۵۷  |
| ۲۸  | آیه ۱ از سوره ۵۸  | آیه آخر از سوره ۶۶  |
| ۲۹  | آیه ۱ از سوره ۶۷  | آیه آخر از سوره ۷۷  |
| ۳۰  | آیه ۱ از سوره ۷۸  | آیه آخر از سوره ۱۱۴ |